# Mandalay Pictures
Mandalay Pictures (més tard Mandalay Independent Pictures i Mandalay Vision) és un estudi de cinema americà situat a Los Angeles, Califòrnia, filial de la companyia de mitjans i entreteniment Mandalay Entertainment Group. Va ser fundada el 1995 per Peter Guber, antic president de Sony Pictures Entertainment i The Guber-Peters Company. L'estudi va signar pròxim un contracte amb Sony Pictures per produir pel·lícules a través de Columbia i TriStar Pictures.
Del 1997 al 2002, l'estudi va ser propietat de Lionsgate. També té la seva pròpia divisió independent de producció de pel·lícules, Mandalay Vision (fins al 2010 Mandalay Independent Pictures), que va ser fundada per Mandalay l'any 2007. La mascota actual de l'estudi és un tigre.